# Свети Мардарије владика без адресе
Свети Мардарије владика без адресе је српски филм из 2019. године.

## Радња
Целовечерњи играно-документарни филм Свети Мардарије владика без адресе, је филм о првом америчко-канадском Епископу Мардарију. По доласку у Америку млади јеромонах Мардарије затиче бројне српске колоније расуте широм Америке. Народ из бивше СФРЈ овде је почео надирати у периоду после Берлинског конгреса 1878. године и то углавном са простора под окупацијом Аустроугарске монархије, из Босне, Херцеговине, али и Јужне Србије и Црне Горе. Из хаоса предреволуционарне Русије, Мардарије долази у хаос у којем је живео српски народ у Америци. Овде нико никога не слуша, ради ко шта хоће и стигне. Ипак, заједничка је свима била тежња да сачувају свој лик, веру и обичаје које су понели и старог завичаја. У том периоду (октобарска револуција) и међу нашим светом влада хаос где нико никога није хтео да слуша. Поједини свештеници (са лаицима) сматрали су храмове као места за згртање богатства (у једној цркви, у подруму, пекла се ракија усред прохибиције!). Рукополагани су бивши пропали трговци, шустери, пекари, бербери... Требало је увести ред! Владала је атмосфера опште мржње, оговарања, завада и општи неред. Чак су и сами свештеници истицали да им је потребан духовни ослонац, вођ и старешина. Дајте нам старешину који ће нас казнити за наше грехе, јер ми нисмо у стању да сами себе казнимо – био је вапај једног од њих. Као почетак организовања Епархије сматра се долазак у Америку синђела Мардарија Ускоковића крајем 1917. године. По свом доласку у Америку он је најпре био уздигнут у чин архимандрита а већ у марту 1919. наречен од стране руске цркве за епископа. Пред српски народ у Амерци ступио је мисионар, исповедник и мученик носећи са собом неизмерну љубав према свом народу. Али, међу онима који су новог владику дочекали била су и четири јахача апокалипсе његовог мученичког живота: неслога и нејединство међу једним делом свештенства које је зарад својих ситних интереса стварало раздор и отпор према овом великом молитвенику што је у његовој души стварало огромну бол,; Беспарица; његова неисцелна болест и светска економска криза.
Филм састоји од документарних изјава највиших великодостојника Српске Православне цркве и већим делом играних делова који екранизују живот Светог Мардарија.